# 卷柏藓科
卷柏藓科（学名：Racopilaceae）为真藓目的一个科。

## 下级分类
本科包括以下属：
- Powellia
- 卷柏藓属 Racopilum